# Флаг Ботсваны

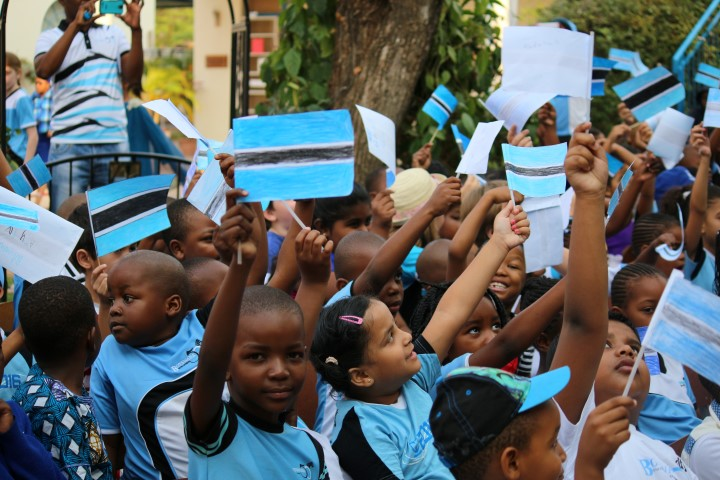
Дети с флагами Ботсваны на праздновании 50-летия Независимости

Государственный флаг Ботсваны (англ. Flag of Botswana, тсвана folaga ya Botswana) — один из государственных символов Республики Ботсвана. Был принят 30 сентября 1966 года вместо флага Великобритании. Флаг представляет собой голубое полотнище, разделённое пополам чёрной горизонтальной полосой с белой каймой. Полосы в соотношении 9:1:4:1:9. Это один из немногих африканских флагов, на котором не используются ни панафриканские цвета, ни цвета правящей политической партии страны.

## История флага
В 1885 году Бечуаналенд стал протекторатом Великобритании в пределах её колониальной империи. Это произошло после того, как лидеры народа тсвана договорились с британцами о защите от буров, вторгшихся на их земли из соседней Южно-Африканской Республики. Несмотря на эту новообретённую защиту, Южная Африка продолжала оказывать давление на британцев, чтобы они разрешили им присоединить Бечуаналенд к своему союзу. Этого не произошло из-за противодействия народа Тсвана, и Бечуаналенд получил независимость от Великобритании в 1966 году; новое государство было переименовано в Ботсвану.
До обретения независимости Ботсвана не имела своего собственного колониального флага, а флагом протектората служил флаг Соединённого Королевства. Когда в 1966 году был создан государственный флаг Ботсваны, он был разработан таким образом, чтобы контрастировать с флагом Южной Африки, поскольку последняя страна находилась под управлением режима апартеида. Следовательно, чёрная полоса с белой рамкой стала олицетворением мира и гармонии между людьми африканского и европейского происхождения, проживающими в Ботсване. Новый флаг впервые был поднят в полночь 30 сентября 1966 года, в день, когда Ботсвана стала независимой страной.

## Символика флага
Голубой цвет на флаге символизирует небо Африки и надежду на воду, в том числе в форме дождя, нехватку которой из-за засушливого климата пустыни Калахари испытывает Ботсвана, что также выражено в национальном девизе страны: «PULA» — «Да будет дождь». Чёрная полоса — символ коренного населения Ботсваны. Белые полосы являются символом национальных меньшинств. Соседство этих полос подразумевает взаимопонимание, гармонию и дружбу между чёрной и белой расами. Также, такое сочетание цветов напоминает зебру, которая изображена на гербе страны.

## Цвета

Схема построения флага Ботсваны

| Схема       | Голубой        | Белый       | Чёрный        |
| ----------- | -------------- | ----------- | ------------- |
| Pantone     | 550 C          | -           | Black 6 C     |
| RGB         | 108-166-205    | 250-250-250 | 0-0-0         |
| CMYK        | C47 M19 Y0 K20 | C0 M0 Y0 K2 | C0 M0 Y0 K100 |
| Hexadecimal | #6CA6CD        | #FFFAFA     | #000000       |

## Похожие флаги
Флаг Ботсваны имеет схожие света с флагом Эстонии

Флаг Эстонии